# Die Simpsons Springfield
Die Simpsons Springfield war ein Freemium-Videospiel des US-amerikanischen Publishers Electronic Arts aus dem Jahr 2012. Das für mobile Endgeräte mit den Betriebssystemen Android, Fire OS oder iOS geeignete Spiel basierte auf der von Matt Groening geschaffenen, vielfach ausgezeichneten, US-amerikanischen Zeichentrickserie des Senders Fox Die Simpsons. Es erlaubt dem Spieler, mit Hilfe von bekannten wie auch unbekannten Figuren und Gebäuden seine eigene Version von Springfield zu erstellen, der fiktiven Heimatstadt der Simpsons. Ende September 2024 kündigte Electronic Arts die Einstellung des Spiels für den 24. Januar 2025 an. Seit 31. Oktober 2024 lässt es sich nicht mehr aus dem App-Store herunterladen.

## Handlung
Homer ist an seinem Arbeitsplatz im Kernkraftwerk und spielt auf seinem myPad (Parodie auf iPad) ein Elfen-bezogenes Spiel. Dabei vernachlässigt er seine Arbeit und verursacht aus Versehen eine gewaltige Kernschmelze, was zu einer vollständigen Zerstörung von Springfield führt. Einsam gestrandet, ist er allein verantwortlich für den Wiederaufbau Springfields und muss dafür sorgen, dass altbekannte Bewohner wieder zurückkommen. Homer verzweifelt am Wiederaufbau und an der Suche nach Bewohnern, weil er eigentlich nur wieder sein Elfenspiel spielen möchte. Doch mit der Hilfe von Lisa nimmt der Wiederaufbau Gestalt an und einige Schlüsselfiguren kehren zurück.

## Spielprinzip und Technik
Das Spiel kann man als freies Stadtbauspiel ansehen. Es bietet eine Vielzahl von Gebäuden (Häuser, Geschäfte, öffentliche Gebäude aus der Serie), welche der Spieler mit der In-Game-Währung „Dollar“ kauft. Premium-Items lassen sich über Donuts, welche man durch realen Cash-Kauf erhält, erspielen. (Donuts sind ein Verweis auf Homer Simpsons Leidenschaft für Donuts innerhalb der Serie.) Viele Gebäude wie auch Bewohner kommen mit einer Questreihe ins Spiel. Charaktere können zu Aufgaben geschickt werden. Mit den Aufgaben kann man zusätzliche Dollars verdienen, um sie für weitere Produkte zu sparen. Jedes Gebäude erzeugt regelmäßig eine Summe im Spiel, meistens „Einkommensteuer“ genannt. Die Spieler können auch Flüsse, Straßen, Pflaster und Dekorationen auf freies Land setzen. 2013 wurde der Tintenfischhafen hinzugefügt, mit dem die Möglichkeit geschaffen wurde, einen Pier auf dem zuvor unbenutzten Strand bzw. Meer zu bauen sowie hier spezielle Dekorationen und Gebäude zu platzieren. Ebenfalls 2013 fügten die Entwickler das Krustyland hinzu. Mit einem Krustyland-Bus kann man in einen weiteren Bereich expandieren. Das Krustyland wurde mittlerweile allerdings als eigener Bereich entfernt und in den regulären Springfield-Bereich integriert. 2015 folgte dann mit den Springfield Heights ein weiterer Bereich hinter den Bergen, kurze Zeit später folgte die Implementierung der Einschienenbahn/Monorail in das Spiel. Die Heights sind durch den Springfield-Heights-Tunnel, den Monorail Tunnel sowie über das Meer mit dem Hauptbereich verbunden.
Die Simpsons: Springfield (im Original: The Simpsons: Tapped Out) ist in 18 Sprachen erhältlich. Das Spiel wird von EA Origin unterstützt, das als soziale Brücke wirkt, wodurch die Spieler sich mit ihren Origin-Accounts einloggen können und somit den Städten der Freunde einen Besuch abstatten können, um einmal alle 24 Stunden drei Gebäude „abzuernten“. Das Besuchen von Freunden bringt zudem sogenannte Freundschaftspunkte (FP), mit denen zusätzliche Preise freigeschaltet werden können. Außerdem werden Freundschaftsbesuche gelegentlich bei Events benötigt bzw. begünstigen das Voranschreiten in Speziallevel.
Seit dem Level-Update vom 18. Mai 2016 ist die Level-Beschränkung durch Erhöhung auf Level 939 quasi aufgehoben. Diese lag vorher bei Level 59. Allerdings werden Spieler ab Level 61 nicht mehr mit neuen Charakteren, sondern nur mit gelegentlichen kleinen Quests belohnt. Das Implementieren neuer Figuren erfolgt nun im Rahmen regelmäßiger „Events“.

### Updates und Modifizierungen
Das Spiel wird regelmäßig mit neuen, oft saisonspezifischen Inhalten, zum Beispiel während der Feiertage wie Thanksgiving und Halloween (Treehouse of Horror) aktualisiert. Seit der Veröffentlichung wurden zahlreiche Updates und Modifizierungen veröffentlicht. Dazu kommen zeitlich befristete Events, bei denen besondere Gebäude, Personen und Dekorationen freigeschaltet werden können. Während dieser Events gibt es auch befristete themenorientierte Währungen (bisher u. a. Schlangeneier, Herzen oder Geschenkkarten), welche zum Kaufen oder Gewinnen von limitierten Preisen genutzt werden können. Zudem gibt es bei einigen Events sogenannte Community-Preise, bei denen die Event-Währungen aller Spieler zusammen gerechnet werden und bei bestimmter Anzahl werden somit besondere Preise an alle Spieler verteilt.
Folgende temporäre Events gab es im Laufe der Zeit:
| Event | Thematik                                  | Datum                                   |
| --- | ----------------------------------------- | --------------------------------------- |
| Moonshine River | Episoden-Promo                            | 28. September 2012                      |
| Treehouse of Horror XXIII | Halloween                                 | 12. Oktober 2012 – 8. November 2012     |
| Thanksgiving 2012 | Thanksgiving                              | 8. November 2012                        |
| Goodsimpsons | Episoden-Promo                            | 13. November 2012                       |
| Coole Aussichten | Episoden-Promo                            | 30. November 2012                       |
| Weihnachten 2012 | Weihnachten                               | 5. Dezember 2012 – 10. Januar 2013      |
| Valentinstag 2013 | Valentinstag                              | 30. Januar 2013 – 28. Februar 2013      |
| Der glamouröse Godfrey | Episoden-Promo                            | 28. Februar 2013 – 4. März 2013         |
| St. Patrick’s Day 2013 | Saint Patrick’s Day                       | 7. März 2013                            |
| Burns Begins | Episoden-Promo                            | 14. März 2013                           |
| Was animierte Frauen wollen | Episoden-Promo                            | 28. April 2013                          |
| Knüppeltag (basierend auf der Episode Das Schlangennest) | Knüppeltag                                | 10. April 2013 – 16. Mai 2013           |
| Whiskey Businesssons | Episoden-Promo                            | 2. Mai 2013                             |
| Staffel 24 Finale | Staffel-Finale                            | 16. Mai 2013                            |
| 4. Juli 2013 | Unabhängigkeitstag (Vereinigte Staaten)   | 28. Juni 2013 – 8. Juli 2013            |
| Homerland | Episoden-Promo                            | 23. September 2013 – 1. Oktober 2013    |
| Treehouse of Horror XXIV | Halloween                                 | 1. Oktober 2013 – 7. November 2013      |
| Thanksgiving 2013 | Thanksgiving                              | 15. November 2013 – 3. Dezember 2013    |
| Global Clowning | Episoden-Promo                            | 4. Dezember 2013                        |
| Weihnachten 2013 | Weihnachten                               | 10. Dezember 2013 – 14. Januar 2014     |
| Manga Love Story | Episoden-Promo                            | 8. Januar 2014                          |
| Super Bowl | Super-Bowl-XLVIII-Promo                   | 29. Januar 2014 – 2. Februar 2014       |
| Valentinstag 2014 | Valentinstag                              | 5. Februar 2014 – 26. Februar 2014      |
| Durch Diggs und dünn/Der Herr der Gene | Episoden-Promo                            | 7. März 2014                            |
| St. Patrick’s Day 2014 | St. Patrick’s Day                         | 12. März 2014 – 25. März 2014           |
| Malen nach Bezahlen | Episoden-Promo                            | 19. März 2014                           |
| Vorwärts in die Zukunft | Episoden-Promo                            | 9. April 2014                           |
| Ostern 2014 | Ostern                                    | 15. April 2014 – 13. Mai 2014           |
| Feigheit kommt vor dem Fall | Episoden-Promo                            | 16. Mai 2014                            |
| Steinmetze (basierend auf der Episode Homer der Auserwählte) | Freimaurer                                | 4. Juni 2014 – 2. Juli 2014             |
| 4. Juli 2014 | Unabhängigkeitstag (Vereinigte Staaten)   | 2. Juli 2014 – 15. Juli 2014            |
| Clash of Clones | Clash of Clans Parodie                    | 19. August 2014 – 7. Oktober 2014       |
| Der traurige Clown | Episoden-Promo                            | 24. September 2014                      |
| Treehouse of Horror XXV | Halloween                                 | 7. Oktober 2014 – 12. November 2014     |
| Simpsorama | Episoden-Promo                            | 5. November 2014                        |
| Thanksgiving 2014 | Thanksgiving                              | 20. November 2014 – 2. Dezember 2014    |
| Covercraft | Episoden-Promo                            | 20. November 2014 – 25. November 2014   |
| Winter 2014 | Weihnachten/Winter                        | 3. Dezember 2014 – 14. Januar 2015      |
| Valentinstag 2015 | Valentinstag                              | 12. Februar 2015 – 17. Februar 2015     |
| Superhelden | Superheld                                 | 18. Februar 2015 – 31. März 2015        |
| St. Patrick’s Day 2015 | St. Patrick’s Day                         | 16. März 2015 – 23. März 2015           |
| Ostern 2015 | Ostern                                    | 3. April 2015 – 7. April 2015           |
| Terwilligers | Tingeltangel-Bob & Familie                | 14. April 2015 – 26. Mai 2015           |
| Pride Month | Gay Pride                                 | 3. Juni 2015 – 10. Juni 2015            |
| Tipp-Ball | Fußball-Weltmeisterschaft der Frauen 2015 | 23. Juni 2015 – 21. Juli 2015           |
| 4. Juli 2015 | Unabhängigkeitstag (Vereinigte Staaten)   | 30. Juni 2015 – 9. Juli 2015            |
| Monorail (basierend auf der Episode Homer kommt in Fahrt) | Einschienenbahn                           | 11. August 2015 – 15. September 2015    |
| Every Man’s Dream | Episoden-Promo                            | 23. September 2015                      |
| Treehouse of Horror XXVI | Halloween                                 | 6. Oktober 2015 – 17. November 2015     |
| Thanksgiving 2015 | Thanksgiving                              | 19. November 2015 – 1. Dezember 2015    |
| Winter 2015 | Weihnachten/Winter                        | 8. Dezember 2015 – 19. Januar 2016      |
| Much Apu About Something | Episoden-Promo                            | 13. Januar 2016                         |
| Homer, der Weltraumheld | Raumfahrt                                 | 21. Januar 2016 – 3. Februar 2016       |
| Valentinstag 2016 | Valentinstag                              | 11. Februar 2016 – 16. Februar 2016     |
| Weltgrößter Mammutbaum (basierend auf der Episode Lisa als Baumliebhaberin) | Umweltschutz                              | seit 17. Februar 2016                   |
| Burns’ Casino (basierend auf der Episode Vom Teufel besessen) | Glücksspiel                               | 24. Februar 2016 – 29. März 2016        |
| The Marge-ian Chronicles | Episoden-Promo                            | 10. März 2016                           |
| St. Ostern | St. Patrick’s Day/Ostern                  | 16. März 2016 – 30. März 2016           |
| Feuerwehr-Event (basierend auf der Episode Brand und Beute) | Feuerwehr                                 | 31. März 2016 – 14. April 2016          |
| Springcleaning 2016 | Frühjahrsputz                             | 13. April 2016 – 19. April 2016         |
| Wildwest | Wilder Westen                             | 19. April 2016 – 30. Mai 2016           |
| Knüppeltag 2016 (basierend auf der Episode Das Schlangennest) | Knüppeltag                                | 9. Mai 2016                             |
| Homers Chiliade (basierend auf der Episode Homers merkwürdiger Chili-Trip) | Chili-Fest                                | 2. Juni 2016 – 15. Juni 2016            |
| Superhelden 2 | Superheld                                 | 15. Juni 2016 – 26. Juli 2016           |
| 4. Juli 2016 | Unabhängigkeitstag (Vereinigte Staaten)   | 29. Juni 2016 – 5. Juli 2016            |
| Die etwas anderen Spiele (basierend auf der Episode Curling Queen) | Olympische Spiele                         | 3. August 2016 – 16. August 2016        |
| SCIFI | Science-Fiction                           | 16. August 2016 – 20. September 2016    |
| Monty Burns’ Fleeing Circus | Episoden-Promo                            | 21. September 2016                      |
| Treehouse of Horror XXVII | Halloween                                 | 6. Oktober 2016 – 15. November 2016     |
| Thanksgiving 2016 | Thanksgiving                              | 16. November 2016 – 30. November 2016   |
| Winter 2016 | Weihnachten/Winter/Neujahr                | 6. Dezember 2016 – 4. Januar 2017       |
| Homer der Häretiker | Religion                                  | 3. Januar 2017 – 18. Januar 2017        |
| Reiseziel Springfield | Reisen                                    | 31. Januar 2017 – 6. März 2017          |
| 22 for 30 | Episoden-Promo                            | 9. März 2017                            |
| Rommelwood Akademie | Militärschule                             | 15. März 2017 – 28. März 2017           |
| St. Patrick’s Day 2017 | St. Patrick’s Day                         | 17. März 2017 – 21. März 2017           |
| Secret Agents | Geheimagenten                             | 28. März 2017 – 9. Mai 2017             |
| Pin-Pals | Bowling                                   | 9. Mai 2017 – 23. Mai 2017              |
| Zeitreisender Toaster | Zeitreise                                 | 30. Mai 2017 – 5. Juli 2017             |
| 4. Juli 2017 | Unabhängigkeitstag (Vereinigte Staaten)   | 28. Juni 2017 – 5. Juli 2017            |
| Pride 2017 | Gay Pride                                 | 5. Juli 2017 – 18. Juli 2017            |
| Superheroes Return | Superheld                                 | 19. Juli 2017 – 30. Juli 2017           |
| Homerpalooza | Festival                                  | 1. August 2017 – 12. September 2017     |
| Jahrmarkt | Jahrmarkt                                 | 13. September 2017 – 26. September 2017 |
| Treehouse of Horror XXVIII | Halloween                                 | 3. Oktober 2017 – 14. November 2017     |
| Thanksgiving 2017 | Thanksgiving                              | 14. November 2017 – 27. November 2017   |
| Ha-Ha-Land | Episoden-Promo                            | 3. Januar 2018 – 17. Januar 2018        |
| Bart Royale | Militär                                   | 23. Januar 2018 – 7. März 2018          |
| Valentinstag 2018 | Valentinstag                              | 12. Februar 2018 – 18. Februar 2018     |
| Homer vs. the 18th Amendment | Episoden-Promo                            | 7. März 2018 – 21. März 2018            |
| „Homer is Where the Art Isn't“ | Episoden-Promo                            | 15. März 2018 – 19. März 2018           |
| Springfield Jobs | Mafia                                     | 21. März 2018 – 9. Mai 2018             |
| Wer erschoss Mr. Burns? (Pt. 3) (basierend auf der Episode Wer erschoss Mr. Burns?) | Episoden-Promo                            | 9. Mai 2018 – 23. Mai 2018              |
| Itchy und Scratchy-Land (Das Krustyland wurde hierbei als eigenständiger Bereich entfernt und durch das Itchy und Scratchy-Land im Hauptbereich ersetzt. Bis 4. Juni konnten die Nutzer ihr Krustyland komplett als Ganzes eingelagern, danach wurde es auto- matisch zerstört und einzeln eingelagert) | Freizeitpark                              | 30. Mai 2018 – 11. Juli 2018            |
| Poochies Hundstage | Episoden-Promo                            | 11. Juli 2018 – 25. Juli 2018           |
| Moes Arche | Zoo                                       | 1. August 2018 – 12. September 2018     |
| Superkräfte | Superheld                                 | 12. September 2018 – 26. September 2018 |
| Treehouse of Horror XXIX | Halloween                                 | 3. Oktober 2018 – 14. November 2018     |
| Thanksgiving 2018 | Thanksgiving                              | 14. November 2018 – 28. November 2018   |
| Weihnachten 2018 | Weihnachten                               | 4. Dezember 2018 – 2. Januar 2019       |
| Der verfrühte Frühjahrsputz | Episoden-Promo                            | 9. Januar 2019 – 22. Januar 2019        |
| Valentinstag 2019 | Valentinstag                              | 23. Januar 2019 – 19. Februar 2019      |
| Verzweiflungsstaat | Episoden-Promo                            | 27. Februar 2019 – 12. März 2019        |
| Klassentreffen ohne Klasse | Episoden-Promo                            | 13. März 2019 – 26. März 2019           |
| Abschlag für Marge | Sport                                     | 10. April 2019 – 24. April 2019         |
| Echte Springfielder Mütter | Episoden-Promo                            | 15. Mai 2019 – 25. Mai 2019             |
| Das Spiel der Spiele | Videospiele                               | 12. Juni 2019 – 10. Juli 2019           |
| Flanders Familientreffen | Episoden-Promo                            | 17. Juli 2019 – 31. Juli 2019           |
| Simpsons Babies | Baby-Charaktere                           | 7. August 2019 – 4. September 2019      |
| Krustys letzter Schnaufer online | Episoden-Promo                            | 11. September 2019 – 25. September 2019 |
| Treehouse of Horror XXX | Halloween                                 | 23. Oktober 2019 – 20. November 2019    |
| Eine amerikanische Auktion | Episoden-Promo                            | 20. November 2019 – 4. Dezember 2019    |
| Weihnachten 2019 | Weihnachten                               | 11. Dezember 2019 – 8. Januar 2020      |
| Futuristische Feiertage | Episoden-Promo                            | 15. Januar 2020 – 29. Januar 2020       |
| Black History | Black History                             | 5. Februar 2020 – 12. März 2020         |
| Es ist kompliziert | Episoden-Promo                            | 18. März 2020 – 1. April 2020           |
| Simpsons Wrestling | Wrestling                                 | 8. April 2020 – 13. Mai 2020            |
| Pride 2020 | Episoden-Promo                            | 20. Mai 2020 – 3. Juni 2020             |
| Das Spiel der Spiele: Die Fortsetzung | Videospiele                               | 10. Juni 2020 – 16. Juli 2020           |
| Sommerspiele 2020 | Episoden-Promo                            | 24. Juli 2020 – 5. August 2020          |
| Die Van Houtens | Van Houten Familie                        | 12. August 2020 – 16. September 2020    |
| All This Jazz | Episoden-Promo                            | 23. September 2020 – 7. Oktober 2020    |
| Treehouse of Horror XXXI | Halloween                                 | 14. Oktober 2020 – 18. November 2020    |
| Möpsgiving | Thanksgiving                              | 18. November 2020 – 2. Dezember 2020    |
| Weihnachten 2020 | Weihnachten                               | 3. Dezember 2020 – 13. Januar 2021      |
| Neues Jahr, neues Du | Episoden-Promo                            | 20. Januar 2021 – 3. Februar 2021       |
| Liebe und Krieg | Valentinstag                              | 3. Februar 2021 – 10. März 2021         |
| Die Chopper von Springfield | Episoden-Promo                            | 17. März 2021 – 31. März 2021           |
| Rebellion der Roboter | Roboter                                   | 7. April 2021 – 12. Mai 2021            |
| Essenschlacht | Episoden-Promo                            | 19. Mai 2021 – 9. Juni 2021             |
| Die Erleuchtung Springfields | Religion                                  | 9. Juni 2021 – 14. Juli 2021            |
| Tavernen-Trubel | Episoden-Promo                            | 14. Juli 2021 – 28. Juli 2021           |
| Ins Simpsonsversum | Zeitreisen                                | 4. August 2021 – 8. September 2021      |
| Ausbruchstimmung | Episoden-Promo                            | 15. September 2021 – 29. September 2021 |
| Staffel 33 Promo | Staffel-Promo                             | 23. September 2021 – 23. Juni 2022      |
| Treehouse of Horror XXXII | Halloween                                 | 6. Oktober 2021 – 10. November 2021     |
| Richtung Norden | Episoden-Promo/Landerweiterung            | 17. November 2021 – 1. Dezember 2021    |
| Weihnachten 2021 | Weihnachten                               | 8. Dezember 2021 – 12. Januar 2022      |
| Roter Alarm | Episoden-Promo                            | 19. Januar 2022 – 2. Februar 2022       |
| Cirque du Springfield | Zirkus                                    | 9. Februar 2022 – 16. März 2022         |
| Heiße Hunde! | Episoden-Promo                            | 23. März 2022 – 6. April 2022           |
| Hell on wheels | Autos                                     | 13. April 2022 – 18. Mai 2022           |
| Hollywood Babies | Episoden-Promo                            | 25. Mai 2022 – 8. Juni 2022             |
| Hundstage | Hunde                                     | 15. Juni 2022 – 20. Juli 2022           |
| Ins tödliche Nass | Wasserpark                                | 27. Juli 2022 – 10. August 2022         |
| Showgeschäft-Showdown | Showgeschäft                              | 10. August 2022 – 14. September 2022    |
| 10 Jahre „Die Simpsons: Springfield“ (Zum zehnjährigen Jubiläum des Spiels gab es eine goldene Donut-Statue) | Jubiläumsaktion                           | 16. August 2022 – 16. September 2022    |
| Tragisch magisch | Episoden-Promo                            | 21. September 2022 – 5. Oktober 2022    |
| Treehouse of Horror XXXIII | Halloween                                 | 12. Oktober 2022 – 16. November 2022    |
| Der die Atoms spaltet | Episoden-Promo                            | 16. November 2022 – 30. November 2022   |
| Weihnachten 2022 | Weihnachten                               | 7. Dezember 2022 – 11. Januar 2023      |
| Hat Springfield Talent? | Episoden-Promo                            | 18. Januar 2023 – 1. Februar 2023       |
| Das Feuer der Magie | Mittelalter                               | 8. Februar 2023 – 15. März 2023         |
| Gischt und Galle (Weiterer Eingang für den Tintenfischhafen, Bau von mehr Promenadenabschnitten möglich) | Episoden-Promo                            | 22. März 2023 – 5. April 2023           |
| Der Himmel wartet nicht | Himmel                                    | 12. April 2023 – 17. Mai 2023           |
| Reich und abgehoben (ab 24. Mai 2023: Vierte Aufgabe für Der Weg zum Reichtum) | Episoden-Promo                            | 17. Mai 2023 – 31. Mai 2023             |
| Fore! | Golf und Country-Club                     | 7. Juni 2023 – 12. Juli 2023            |

Folgende dauerhafte Erweiterungen gab es im Laufe der Zeit:
| Event                    | Thematik    | Datum                  | Details                                                                                         |
| ------------------------ | ----------- | ---------------------- | ----------------------------------------------------------------------------------------------- |
| Tintenfischhafen         | Erweiterung | seit 12. Juni 2013     | Freischaltung des Strands und Wassers, Promenade                                                |
| Krustyland               | Erweiterung | seit 31. Juli 2013     | Separate Spielwelt zum Aufbau des Vergnügungsparks, 2018 in das reguläre Springfield integriert |
| Freundschaftspunkte      | Erweiterung | seit 2. März 2014      | Punktesammeln beim Besuchen von Freunden zum Erreichen verschiedener Preise                     |
| Springfield Heights      | Erweiterung | seit 22. Juli 2015     | Landerweiterung hinter den Bergen, neue Währungen zum Erspielen diverser Items                  |
| Einschienenbahn/Monorail | Erweiterung | seit 11. August 2015   | Möglichkeit zum Errichten einer Einschienenbahn durch Springfield                               |
| Springfield Heights 2    | Erweiterung | seit 2. Dezember 2015  | weitere Landerweiterung hinter den Bergen, eine weitere neue Währung zum Erspielen von Items    |
| Richtung Norden          | Erweiterung | seit 17. November 2021 | Landerweiterung nördlich der SF Heights                                                         |

## Produktionsnotizen
Das Spiel wurde von EA Mobile entwickelt und in Europa am 29. Februar 2012 und in den Vereinigten Staaten am 1. März 2012 für iOS und am 6. Februar 2013 für Android veröffentlicht. Am 24. Juni 2013 wurde das Spiel für sämtliche Kindle-Fire-Geräte veröffentlicht. Nach Aussagen des langjährigen Simpsons Autor J. Stewart Burns entstand das Spiel aus „Liebe zur Arbeit“ und er erwartete nicht, dass nach der Veröffentlichung so viel passiert. Obwohl sie nicht dafür bezahlt werden, arbeiten 10 Autoren an dem Spiel. Unter anderem Matt Selman, Brian Kelley, Jeff Westbrook, Jon Kern, Carolyn Omine, Diana Wright und er selbst. Nach eigenen Schätzungen zufolge machte Electronic Arts mit dem Spiel bis 2014 über 130 Millionen US-Dollar Umsatz.
Am 26. September 2024 kündigte Publisher Electronic Arts die Einstellung des Spiels an. In-App-Käufe wurden mit sofortiger Wirkung unterbunden. Als Zeitrahmen für die Einstellung benannte Electronic Arts den 31. Oktober 2024 für die Entfernung des Spiels aus den App Stores und den 24. Januar 2025 für die komplette Einstellung des Spiels.

### InGame-Probleme
Kurz nach dem Start auf iOS wurde das Spiel wieder aus dem iOS App Store entfernt, da die EA-Server nicht in der Lage waren, mit der Nachfrage und der Vielzahl von schweren Fehlern, welche von Benutzern gemeldet wurden, fertig zu werden. Nach einem Monat errichtete EA ein Forum. Hier konnten Benutzer über Fehler und Probleme berichten, aber es wurden keine Lösungen angeboten. Einige Benutzer, die In-App-Käufe getätigt hatten, entdeckten, dass ihre Einkäufe verschwunden waren. Nach Kontaktaufnahme mit EA bekamen diese Benutzer eine Erstattung direkt von Apple. Einige Monate später kehrte die App in den App-Store zurück.

## Rezeption
Die Simpsons Springfield muss wie fast jedes Freemium-Videospiel mit der Kritik leben, dass Freemium nicht gleich kostenlos ist. Es ist zwar kostenlos herunterladbar, jedoch benötigt man im Spielverlauf unter Umständen für bestimmte Inhalte eine Premiumwährung (Donuts), die meist nur durch reales Geld zeitnah und in größerem Umfang erreichbar ist.